# Box Car Blues
Pour plus de détails, voir Fiche technique et Distribution.
Box Car Blues est un court-métrage d'animation américain de 1930 de la série  Looney Tunes, réalisé par Hugh Harman et Rudolph Ising, mettant en scène Bosko et un cochon joueur de banjo voyageant tous deux dans un wagon couvert. Ce dessin animé fait désormais partie du domaine public.

## Résumé

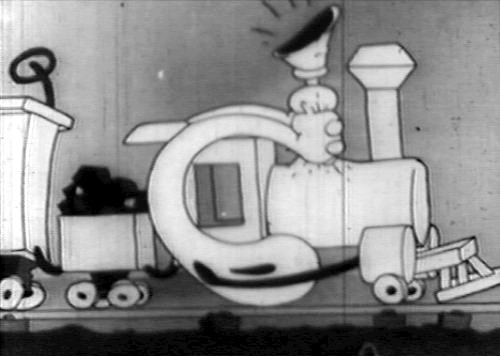
La locomotive

Dans ce court-métrage, Bosko est un clochard qui voyage dans un wagon de marchandise, en compagnie d'un pauvre cochon humanoïde errant, mal rasé, mais habile au banjo.
Le court-métrage s'ouvre sur la scène d'un train qui remue et se déforme au rythme de la musique, depuis la locomotive jusqu'au dernier wagon éloigné des autres, et qui se trouve être une petite cabane-toilettes sur roues.

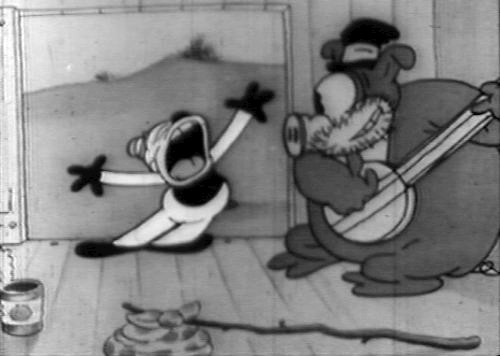
Bosko chante pendant que son acolyte joue du banjo.

Dans un des wagons couverts, Bosko chante et danse au son du banjo dont joue le cochon barbu. Il chante d'abord joyeusement mais son chant devient mélodramatique et fait pleurer son compagnon.
Tout à coup, le wagon chavire et les deux voyageurs sont propulsés au fond. Bosko tente de ranimer le cochon toujours inconscient avec le chapeau de ce dernier. On voit que ce qui a provoqué le choc de Bosko et du cochon, c'est que le train a attaqué une forte pente, et passe à travers toutes sortes d'obstacles : un plateau abrupt, un pont filiforme qui enjambe le vide (les rails se déforment sous le poids du train, comme s'ils étaient un filet de cordes élastiques), une montagne percée d'un tunnel, enfin un pic vertigineux.

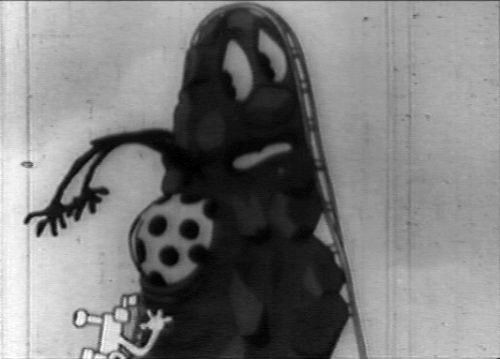
La locomotive met au jour le caleçon du pic.

Le train se transforme alors momentanément en chenille arpenteuse pour de ne pas dérailler. Lorsqu'il doit franchir un passage où manque une section de rails, on voit apparaître des mains qui essayent de s'agripper à l'extrémité opposée de la section. Mais ce faisant, la locomotive déchire une partie du pic, révélant son caleçon (à motif de pois, un classique des cartoons). Le pic se reculotte en tirant la partie inférieure vers le haut, ce qui amène le train à nouveau sur les rails. Le train termine la montée à la force de ses bras.
Malheureusement, en commençant la descente, le train perd le dernier wagon, celui où se trouvent les deux infortunés héros. Bosko s'en rend compte, passe la tête par une lucarne. Elle est coupée par un signal de chemin de fer situé en hauteur. La tête n'en finit pas de rebondir sur le toit alors que le corps part à sa recherche. Celui-ci grimpe sur l'échelle de service, arrive sur le toit, arrive à se remettre la tête à la bonne place. Il appelle au secours. Pendant ce temps, le wagon continue sa très longue descente. Au passage, il se déforme et épouse la forme d'un relief ondulé. Bosko s'agite frénétiquement sur le toit et prend peur quand le train rencontre une succession de tunnels. Il appelle sa mère (« Maman ! »).

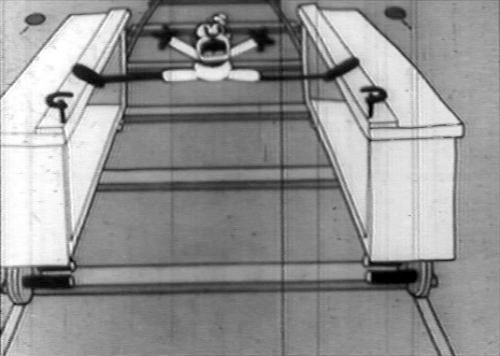
Le wagon séparé en deux.

Peu après, Bosko voit le wagon essayer de suivre des rails fantasques et finir par se séparer en deux dans la longueur. Le pauvre Bosko doit faire le grand écart avec ses jambes pour ne pas tomber, et doit même les faire grandir ! Il change son propre cou en vis dans le but de faire se raccourcir ses jambes et ainsi rapprocher entre eux les deux parties du wagon. Puis le wagon toujours en descente passe dans un tunnel au plafond bas, où Bosko est éjecté et sur lequel il roule, pour se retrouver finalement sur le dos d'une vache qui était sur les rails. Un nouveau tunnel replace Bosko sur le toit du wagon, pendant que la vache poursuit sa fuite devant le wagon. Une roche sur le chemin heurte les essieux et fait basculer Bosko en arrière du toit du wagon. Il se raccroche à un volant soudé à une longue tige, et se retrouve traîné à l'arrière. Le wagon fou quitte les rails pendant quelques secondes. Bosko ne peut éviter les jeunes arbustes qui passent sous lui. À présent, il subit le passage de poteaux électriques en bois. Un autre rocher le fait rentrer dans le wagon. La vache, qui continue de fuir, se trouve soudain devant un arbre.

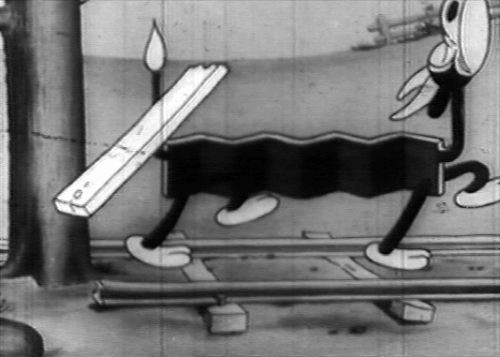
La vache s'en va avec dignité.

Elle s'arrête brusquement et attend. Le wagon la frappe de plein fouet et la compresse. Mais elle s'en va fièrement, en se dépliant peu à peu comme le soufflet d'un accordéon. Cependant, le wagon détruit retombe morceaux par morceaux, qui reforment sur les rails une sorte de petit wagon plat, où se retrouvent assis les deux compagnons. Afin de se protéger de la chute des derniers morceaux de wagon, le cochon ouvre un parapluie et tous deux se placent dessous. Une fois la pluie terminée, le parapluie est refermé. Mais un dernier objet retombe sur le crâne du cochon : son banjo. Il a une grosse  bosse et s'en plaint bruyamment. Bosko récupère le banjo et en joue pour soulager la douleur de son ami. Les deux héros souriant passent alors dans un tunnel, dans une scène qui termine l'histoire.

## Fiche technique
Source IMDb
- Réalisation : Hugh Harman et Rudolph Ising
- Producteurs : Hugh Harman et Rudolph Ising ; producteur associé : Leon Schlesinger
- Studio de production : Leon Schlesinger Studios (Warner Bros. Cartoons)
- Distribution : États-Unis, 1930 (cinéma) : RKO Radio Pictures
- Musique : Frank Marsales
- Prise de son : Bernard B. Brown (non crédité)
- Pays de production : États-Unis
- Langue : Anglais
- Genre : Dessin animé comique
- Format : Noir et blanc - son mono (Western Electric Apparatus, Vitaphone) - 1,37:1 - 35 m - Procédé cinématographique : sphérique
- Durée : 6 minutes 38 secondes
- Longueur du film : 250 mètres (une bobine)
- Date de sortie : 
  - États-Unis : 15 décembre 1930

### Animation
Animateurs :
- Rollin Hamilton
- Carman Maxwell (crédité sous le nom de Max Maxwell)

Ne figurent pas au générique :
- Friz Freleng
- Paul J. Smith
- Norm Blackburn
- Robert Edmunds

## Distribution

### Voix originales
- Carman Maxwell : Bosko
- Ken Darby : le cochon voyageur errant (non crédité)

## Sur le film
C'est le cinquième dessin animé réalisé par le duo Harman-Ising (sans compter Bosko the Talk-Ink Kid, le court-métrage pilote de la série). Les décors y sont sommaires, comparés aux court-métrages précédents et suivants.
La chanson chantée par Bosko, et qui fait pleurer le cochon, est Cryin' for the Carolines, qui est aussi le titre d'un film vidéo musical court de la même année (Crying for the Carolines (en), 1930, en noir et blanc) produit par Leon Schlesinger dans ses Spooney Melodies (en).
Le cartoon succède à The Booze Hangs High (1930) et précède Big Man from the North (1930 ou 1931).